# ديزموند بيشوب
ديزموند بيشوب (بالإنجليزية: Desmond Bishop)‏ هو لاعب كرة قدم أمريكية أمريكي، ولد في 24 يوليو 1984 في سان فرانسيسكو في الولايات المتحدة.

## وصلات خارجية
- ديزموند بيشوب على موقع مرجع كرة القدم المحترفة.كوم (الإنجليزية)